# Савіт
«Савіт» (біл. Савіт) — професіональний білоруський футбольний клуб з Могильова.

## Історія
Заснований у 2005 році в місті Могильов. Інколи її помилково вважають правонаступником могильовського «Торпедо», яке виступало в Першій лізі, але наприкінці 2005 року було розформоване. Помилковість цього твердження підтверджує й те, що новостворений клуб мав інших власників, офіс, логотип та кольори, практично новий склад команди, а також іншу юридичну адресу.
У своєму дебютному сезоні (2006) у Другій лізі «Савіт» фінішував на 2-му місці й виграв путівку до Першої ліги. У 2007 році команда виграла Першу лігу й дебютувала у вищому дивізіоні білоруського чемпіонату. Проте сезон провела невдало, фінішувавши на 15-му місці, в зоні вильоту, а напередодні початку нового сезону клуб було розформовано.

## Досягнення
- Перша ліга Білорусі
  -  Чемпіон (1): 2007

- Друга ліга Білорусі
  -  Срібний призер (1): 2006

## Статистика виступів
| Сезон | Ліга       | М  | Іг | В  | Н | П  | Голи   | Очки | Кубок       | Примітки                               |
| ----- | ---------- | -- | -- | -- | - | -- | ------ | ---- | ----------- | -------------------------------------- |
| 2006  | Друга (Д3) | 2  | 32 | 26 | 3 | 3  | 114–19 | 81   | 1/16 фіналу | Вихід Першу лігу                       |
| 2007  | Перша (Д2) | 1  | 26 | 16 | 5 | 5  | 50–21  | 53   | 1/16 фіналу | Вихід у Вищу лігу                      |
| 2008  | Вища (Д1)  | 15 | 30 | 5  | 6 | 19 | 28–61  | 21   | 1/16 фіналу | Виліт у Першу лігу, припинив існування |

## Відомі гравці
- Андрій Морозов